# جورج س. ويلر
جورج س. ويلر (بالإنجليزية: George C. Wheeler)‏ هو عالم حشرات أمريكي، ولد في 1897، وتوفي في 1991.